# Манчестер-Пікаділлі
53°28′37″ пн. ш. 2°13′48″ зх. д. / 53.477° пн. ш. 2.23° зх. д.
Манчестер-Пікаділлі (англ. Manchester Piccadilly station) — головна залізнична станція у місті Манчестер, Англія. Відкрита в 1842 році як Store Street, перейменована на Манчестер-Лондон-роуд в 1847 році та на Манчестер-Пікаділлі в 1960 році. Розташована на південно-східній стороні центру Манчестера. Зі станції вирушають потяги далекого сполучення до Лондона, Бірмінгема, Бристоля, Саутгемптона, Уельсу та Шотландії, а також місцеві та регіональні потяги у напрямках до Північної Англії, включаючи Ліверпуль, Лідс, Шефілд, Ньюкасл і Йорк. Це одна з 19 великих станцій під орудою Network Rail.

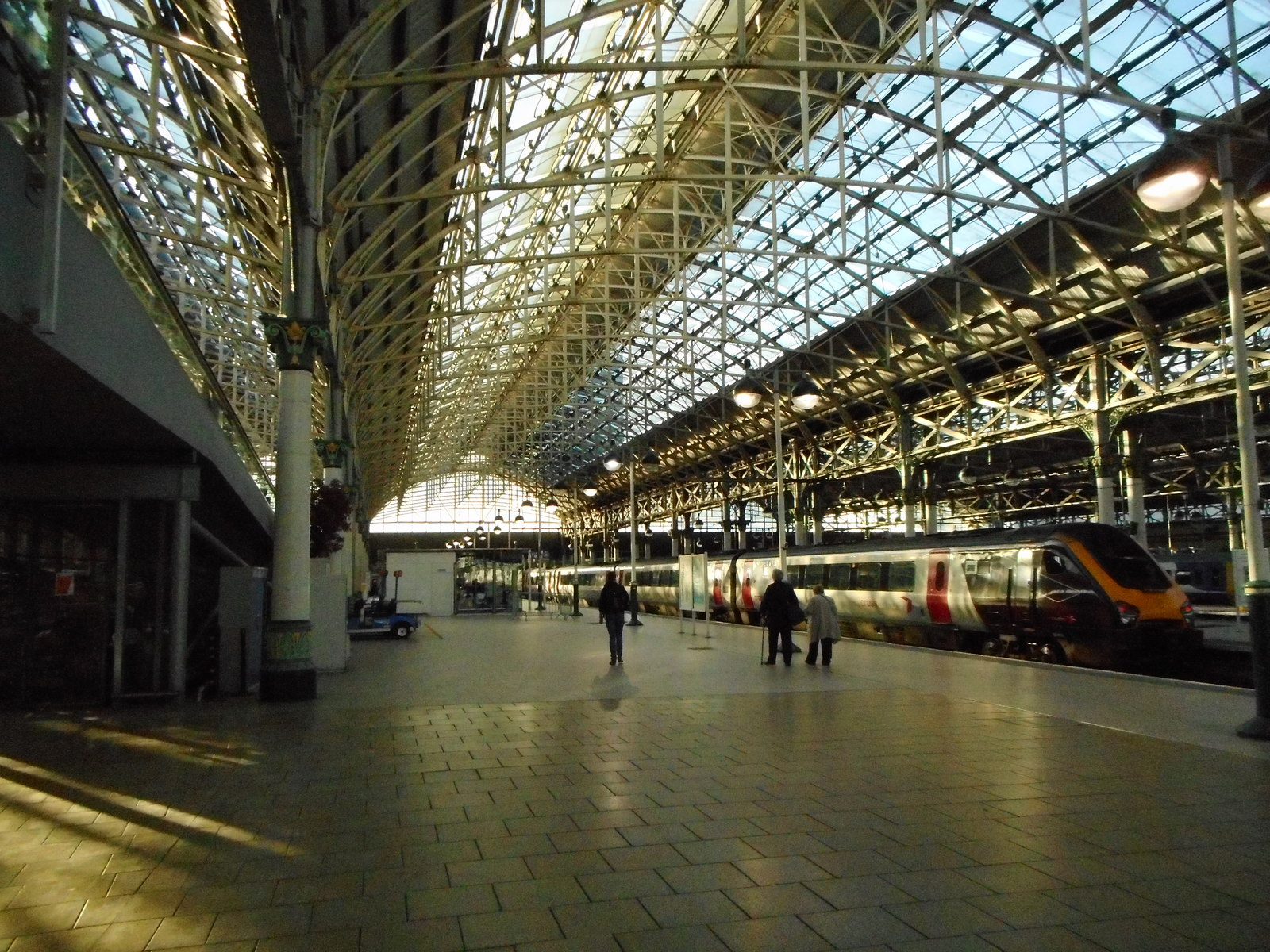
Інтер'єр перону станції

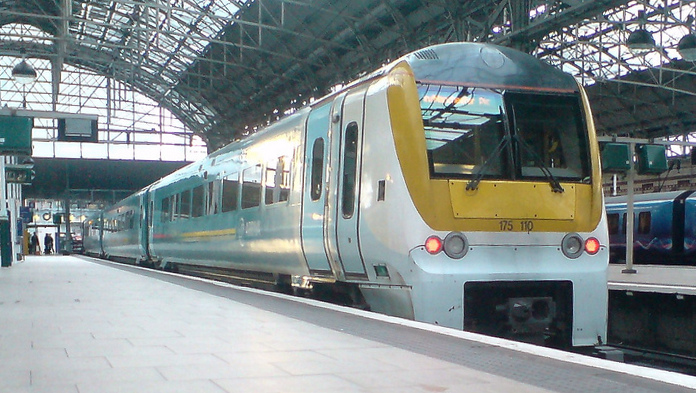
Arriva Trains Wales Class 175 на Пікаділлі

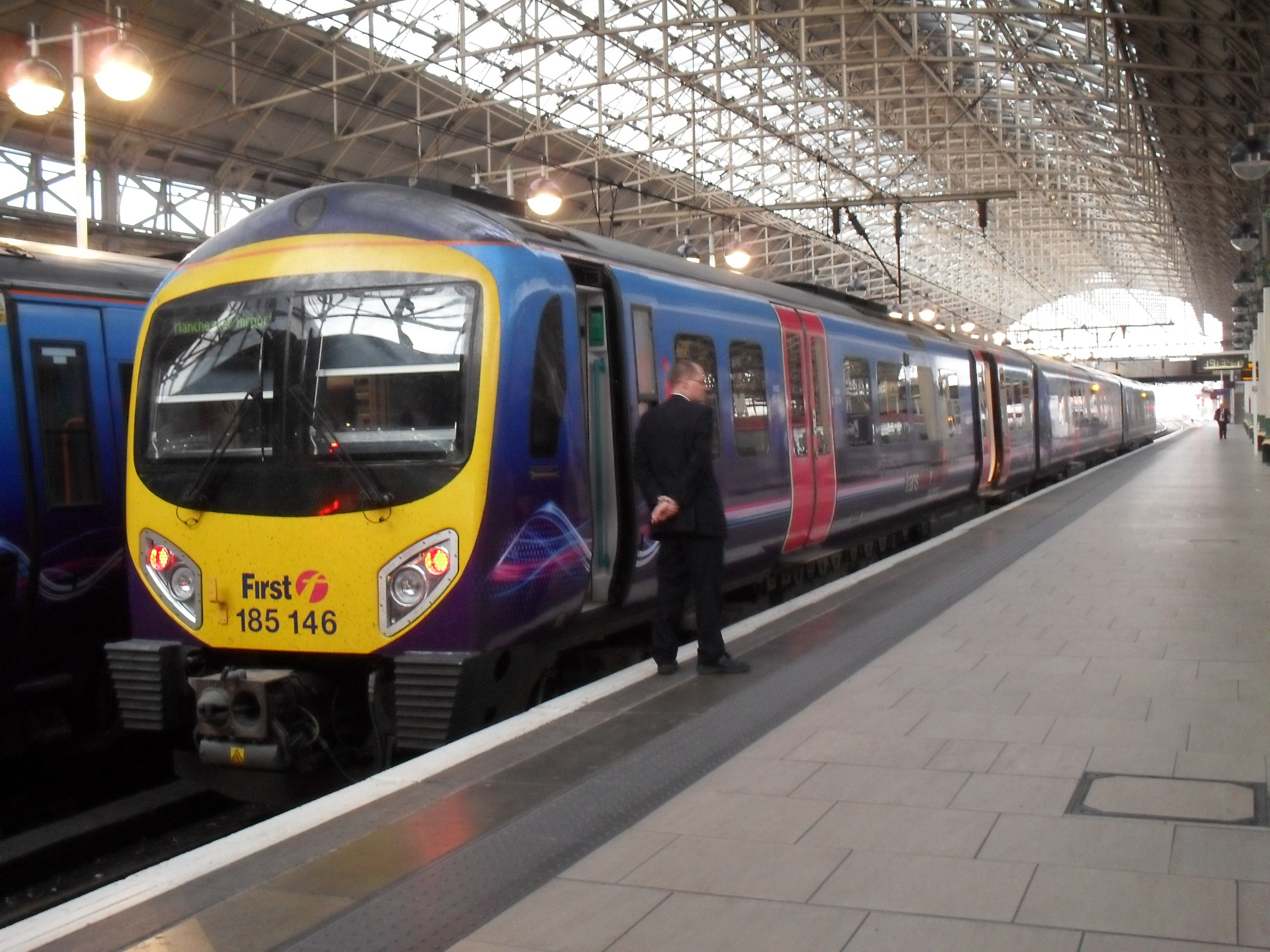
First TransPennine Express Class 185 на Пікаділлі

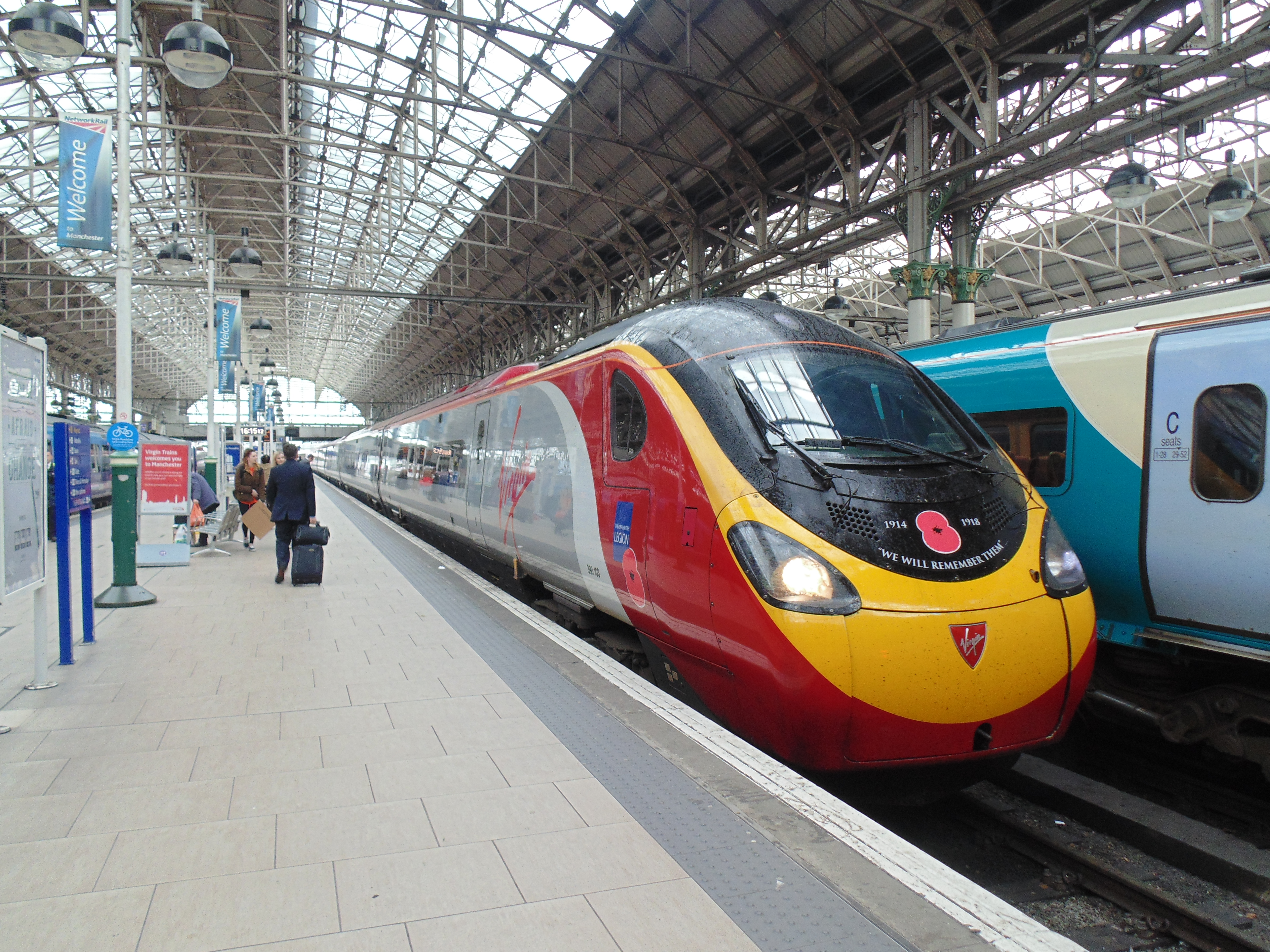
Virgin Trains Pendolino на Пікаділлі

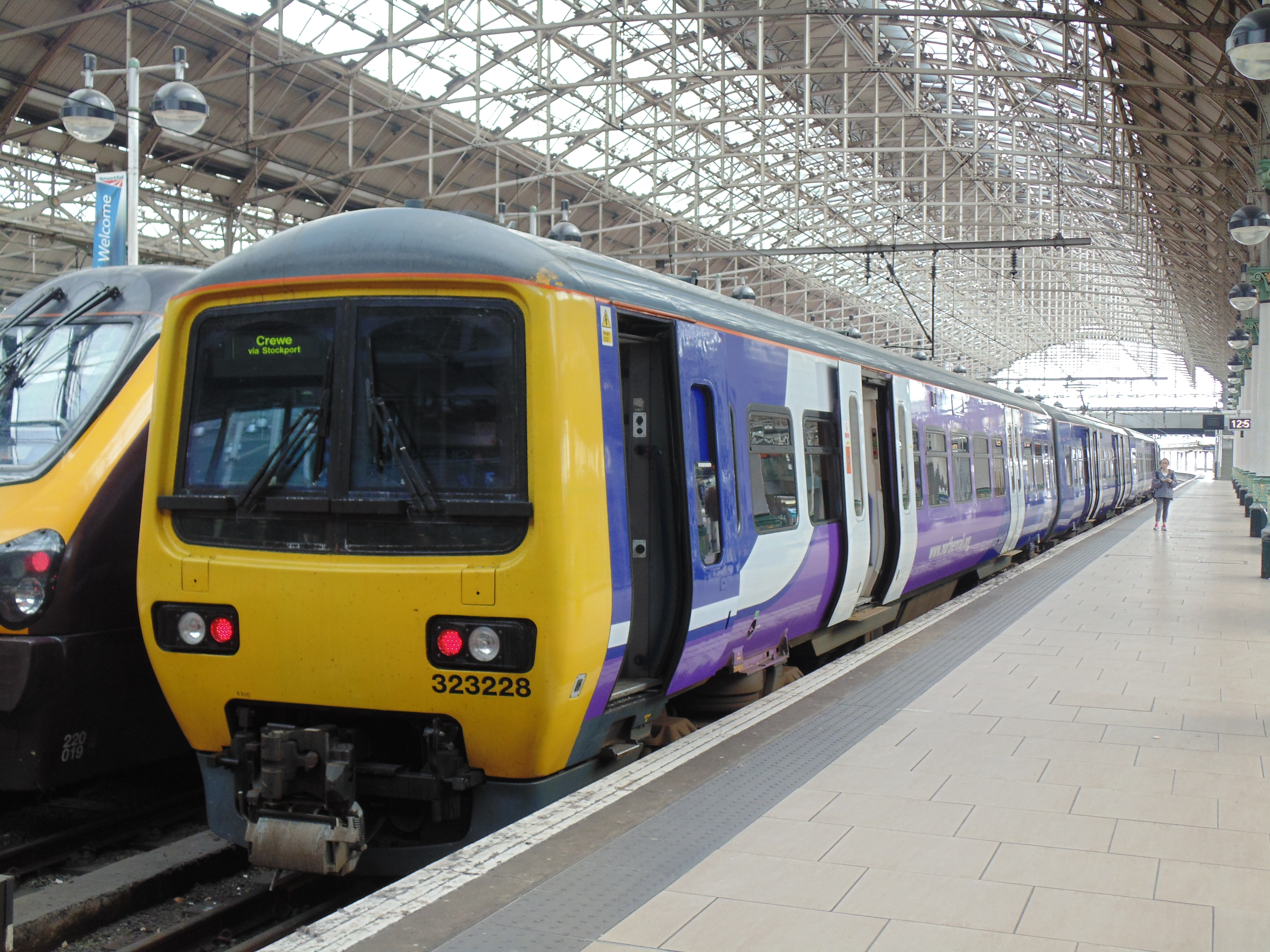
Northern Class 323 на Пікаділлі

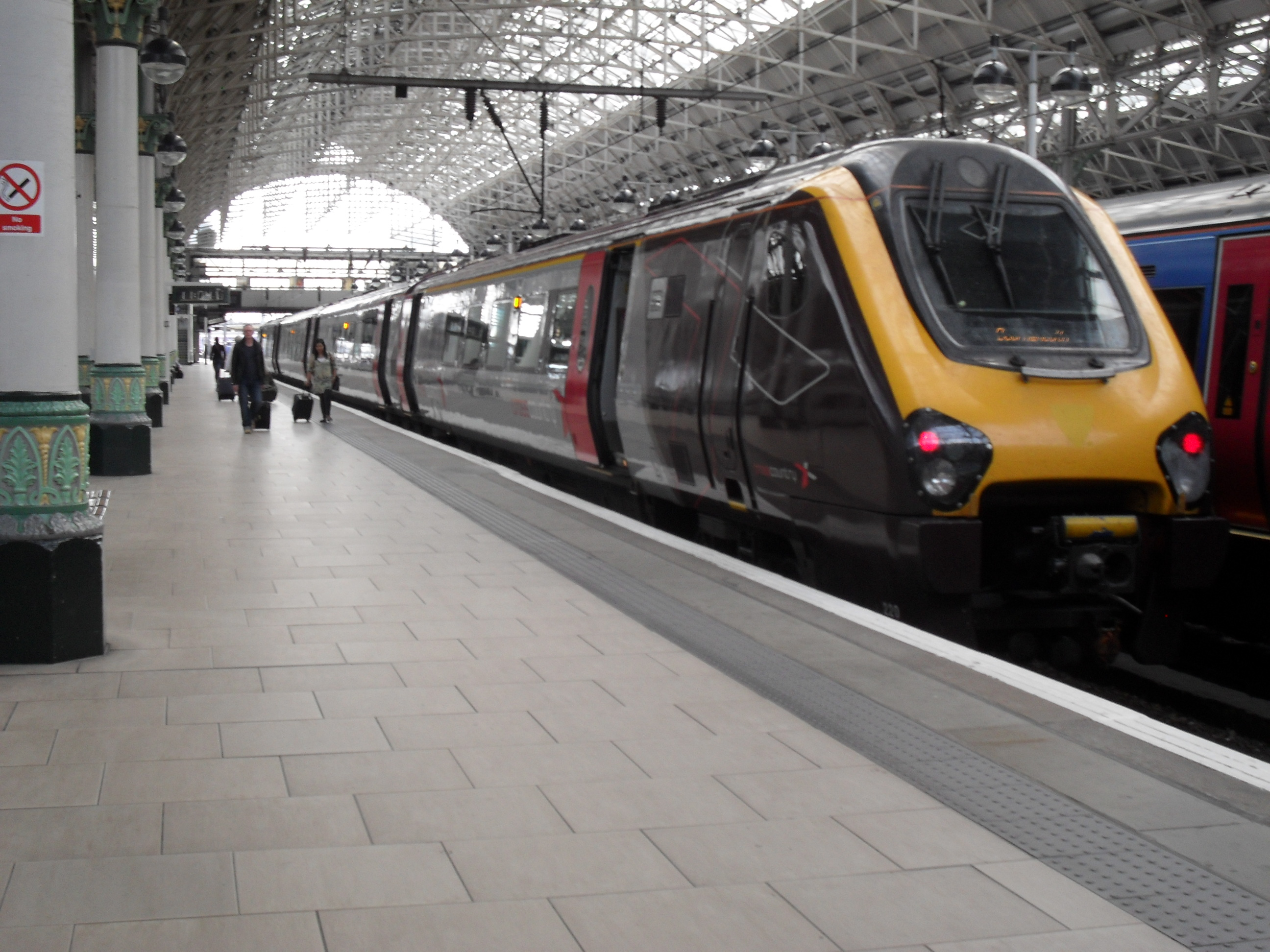
CrossCountry Voyager на Пікаділлі

Станція має дванадцять колій під дебаркадером та дві колії на південь від нього. Під залізничною станцією розташовується станція штадтбану Manchester Metrolink.
Провідна станція Манчестерського залізничного вузла, пасажирообіг по станції за період квітень 2015 — березень 2016 склав 25 млн осіб